# Jermolino
Jermolino (rusky Ермо́лино) je město v Kalužské oblasti v  Ruské federaci. Při sčítání lidu v roce 2010 mělo přes deset tisíc obyvatel.

## Poloha a doprava
Jermolino leží převážně v meandru Protvy, levého přítoku Oky v povodí Volhy. Uvnitř meandru na pravém, jižním břehu, leží historické jádro a většina města, zatímco na levém břehu leží odloučené menší městské části.
Od Kalugy, správního střediska oblasti, je Jermolino vzdáleno přibližně pětasedmdesát kilometrů severoseverovýchodně. Blíž leží Borovsk, správní středisko rajónu, který je vzdálen přibližně sedm kilometrů západně. Opačným směrem, přibližně osm kilometrů jihovýchodně, se nachází městečko Balabanovo. V něm je také nejbližší železniční stanice a to na trati z Moskvy přes Brjansk do Kyjeva.
Severně od Jermolina prochází dálnice A108 zvaná Velký moskevský okruh.

## Dějiny
Původní vesnice Jermolino se začala prudce rozvíjet, když zde obchodník Fjodor Isajev v roce 1880 vystavěl tkalcovnu na bavlnu. Koncem 19. století tak měla obec už 500 obyvatel. Tkalcovna byla po Říjnové revoluci zestátněna, nicméně obec se dále rozvíjela a v roce 1928 získala status sídlo městského typu.
Za druhé světové války byla obec od října 1941 do ledna 1942 obsazena německou armádou. Textilka byla zničena a provoz obnovila až v roce 1946.
Městem je Jermolino od roku 2004.